# Mandato del cielo
Il mandato del cielo (天命S, TiānmìngP) fu un concetto tradizionale di sovranità utilizzato per legittimare e sostenere il regno dei sovrani della dinastia Zhou e successivamente delle dinastie imperiali della Cina. Secondo questo concetto, il cielo benediceva l'autorità del sovrano giusto e virtuoso conferendogli il mandato a regnare, ma poteva ritirare il mandato ad un sovrano corrotto e ingiusto, conferendolo ad un sovrano più meritevole. Cataclismi come alluvioni e carestie potevano essere quindi interpretati come segni del ritiro del mandato da parte del Cielo.
Il Mandato non aveva limiti di tempo, ma richiedeva che il sovrano si comportasse in modo saggio e virtuoso. Un imperatore legittimo non doveva necessariamente essere di nascita nobile; in effetti potenti dinastie come gli Han e i Ming furono fondate da uomini di nascita comune.
I primi documenti scritti che parlano del mandato del cielo sono quelli relativi al Duca di Zhou, fratello minore del re Wu e reggente per il figlio del re, Zhou Cheng. La nozione di Mandato del cielo fu ripresa da Mencio, considerato il secondo pensatore dopo Confucio.
Successivamente, il Mandato del Cielo venne sempre più legato al concetto di ciclo dinastico.

## Dinastie Shang e Zhou
Il Mandato del Cielo fu usato per la prima volta dalla dinastia Zhou per giustificare il rovesciamento della dinastia Shang. Durante la dinastia Shang i regnanti erano legittimati dalla loro parentela col potere divino, in quanto i re vantavano ascendenze sovrannaturali, visto che la tradizione voleva i re Shang discendessero dagli dei. Gli Zhou, rifacendosi alla storia tramandata dalla tradizione, sostenevano che anche l'antica dinastia Xia era stata detronizzata perché aveva perso il Mandato del cielo, e questo legittimava la loro ascesa al trono ai danni della dinastia Shang.

## Periodo delle Cinque Dinastie
Lo storico Xue Juzheng scrisse la Storia delle Cinque Dinastie (五代史) fra il 960 e il 970, dopo la conquista da parte della dinastia Song della Cina settentrionale, col proposito di giustificare il passaggio del Mandato del Cielo attraverso le cinque dinastie fino alla dinastia Song. Le cinque dinastie avrebbero avuto tutti i requisiti per poter sostenere che fossero in possesso del Mandato del cielo, sebbene non avessero regnato sull'intera Cina. Ma il comportamento tirannico di Zhu Wen e dell'ultima parte della dinastia Liang aveva provocato la revoca del mandato. Le tre dinastie seguenti, le dinastie Tang, Jìn e Han erano state tutte rette da sovrani non cinesi, e nessuna fra loro era riuscita a riunificare la Cina. Questo, nell'opinione di Xue Juzheng, spiegava il passaggio del Mandato del Cielo alla dinastia Song.

## Confronti
Il Mandato del Cielo è un concetto simile al principio europeo del diritto divino dei re, che legittimava il potere monarchico in quanto manifestazione della volontà di Dio. La differenza principale è che il Mandato del Cielo consentiva la detronizzazione del sovrano ingiusto. In entrambi i sistemi la ribellione era considerata ingiusta, ma nel pensiero cinese, una rivolta contro il tiranno che fosse coronata da successo era considerata una prova che il Mandato del cielo era passato in altre mani. 
Secondo J.P. Duteil, l'Imperatore Kāngxī, il più grande imperatore della storia della Cina, nonché artefice della grande apertura culturale, scientifica e politica verso l'occidente, vedeva di buon grado il Cristianesimo anche in virtù del fatto che questo si faceva portatore di un concetto di Mandato Celeste diverso, che metteva il sovrano al riparo da rovesciamenti di potere giustificati in questo modo.